# 台鐵CK101號蒸汽機車
CK101，是臺灣鐵路管理局停用報廢的蒸汽火車裡，首輛修復並動態保存的蒸汽火車。在臺灣鐵路管理局員工幫助下，該輛火車從1997年10月開始動工修復，經過約略一年的整建後，終於在翌年的台灣鐵路節（6月9日）完工，並以動態行駛方式公開陳列展覽。
目前於富岡基地柴電工場維修中，部分車體已拆卸。

## 特色
CK101為汽車製造株式會社第一輛製造的過熱式水櫃機車，但日本方面除常總鐵道有相似機車外，並沒有同型機存在，也是台灣鐵路管理局CK100型首輛機車。該機車投入營運後，隨即於台灣基隆－雙溪間運轉使用，1930年代，則擔任該鐵道路線之輔助機車。戰後，該機車仍長期擔任臺鐵調車業務使用，直至退役。
退役後的CK101原本保存於嘉義扇形車庫，後車庫遭拆除，原停放在內部的DT561、CT152被遷出車庫，後CK101被選為第一輛復駛的蒸氣機車而送進台北機廠由鄭萬經等人整修。由於CK101的年歲已高，在整修時為了安全考量而將原有的鍋爐廢棄而以新造的鍋爐替代。由於CK101的日本原廠已經停產，使得CK101的備用料件出現短缺的情況，加上CK101的第二動輪並無輪緣，更不符合《鐵路法》之規定。因此目前蒸氣機車動態行駛的活動大部分以CK124來擔任，而CK101在彰化扇形車庫保存，較少進行動態活動。

## 諸元

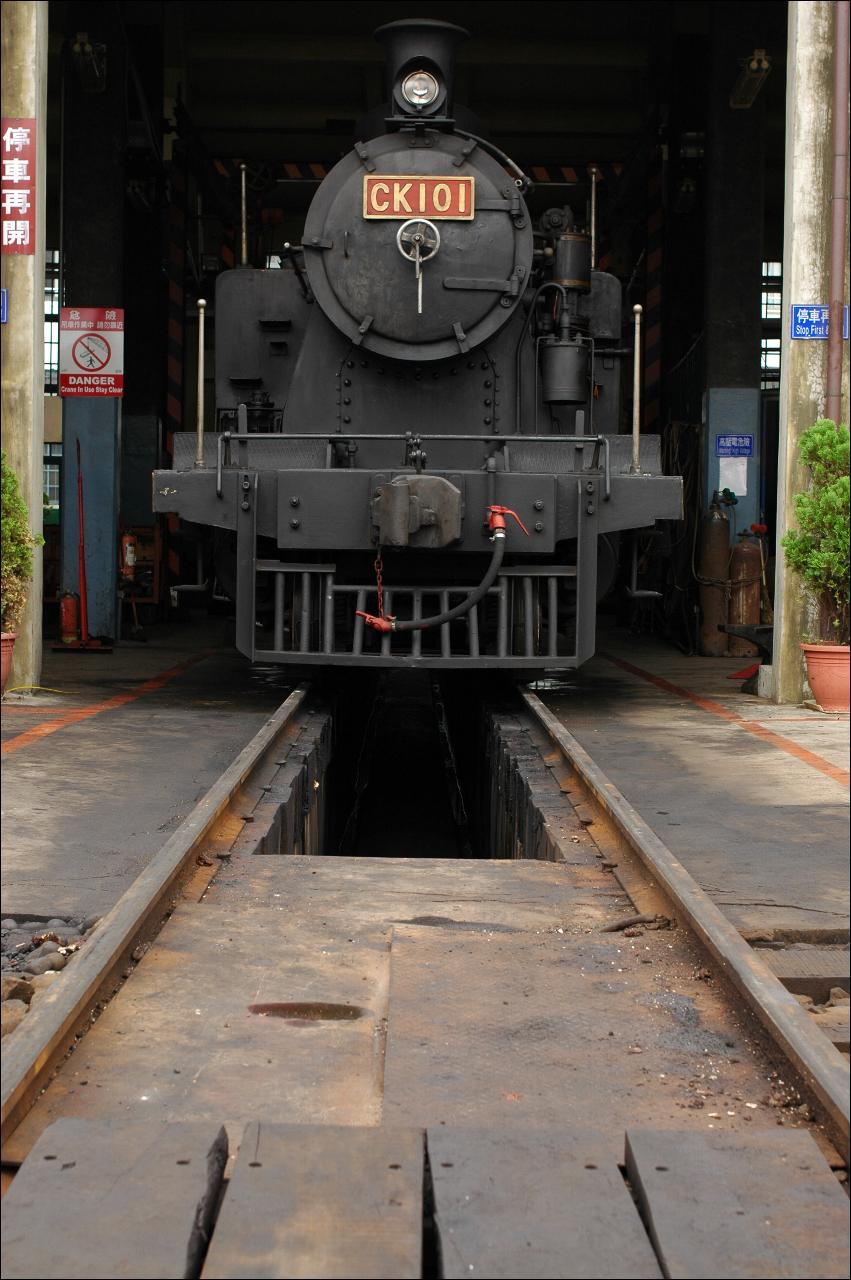
CK101

- 型式：CK100型（台灣日治時期稱為C400型[2]）
- 製造年：1917年－1919年，CK101-104於1917年出廠；CK105-108則於1919年出廠
- 同型車輛數：8輛（CK101~CK108，僅CK101保存）
- 軸配置：1-C-1
- 輪直徑：動輪1250mm，從／導輪均為760mm
- 軸距：全軸距8077mm，動輪軸距3810mm
- 連結面間長：11404mm
- 車重：空車重36.63噸，整備重48.99噸
- 煤櫃容量：1.8噸
- 水櫃容量：6.8m³
- 過熱飽和別：過熱式
- 汽門種類別：華式汽門(Walschaerts valve gear)
- 實用蒸氣壓力：13.0kgw/cm²
- 牽引力：8120kg
- 生產公司：汽車製造株式會社（1972年川崎重工業吸收合併）
- 報廢日期：1978年
- 修復時間：1997年10月－1998年6月9日
- 現在保存地點：彰化扇形車庫（彰化站西北方）

## 圖片集

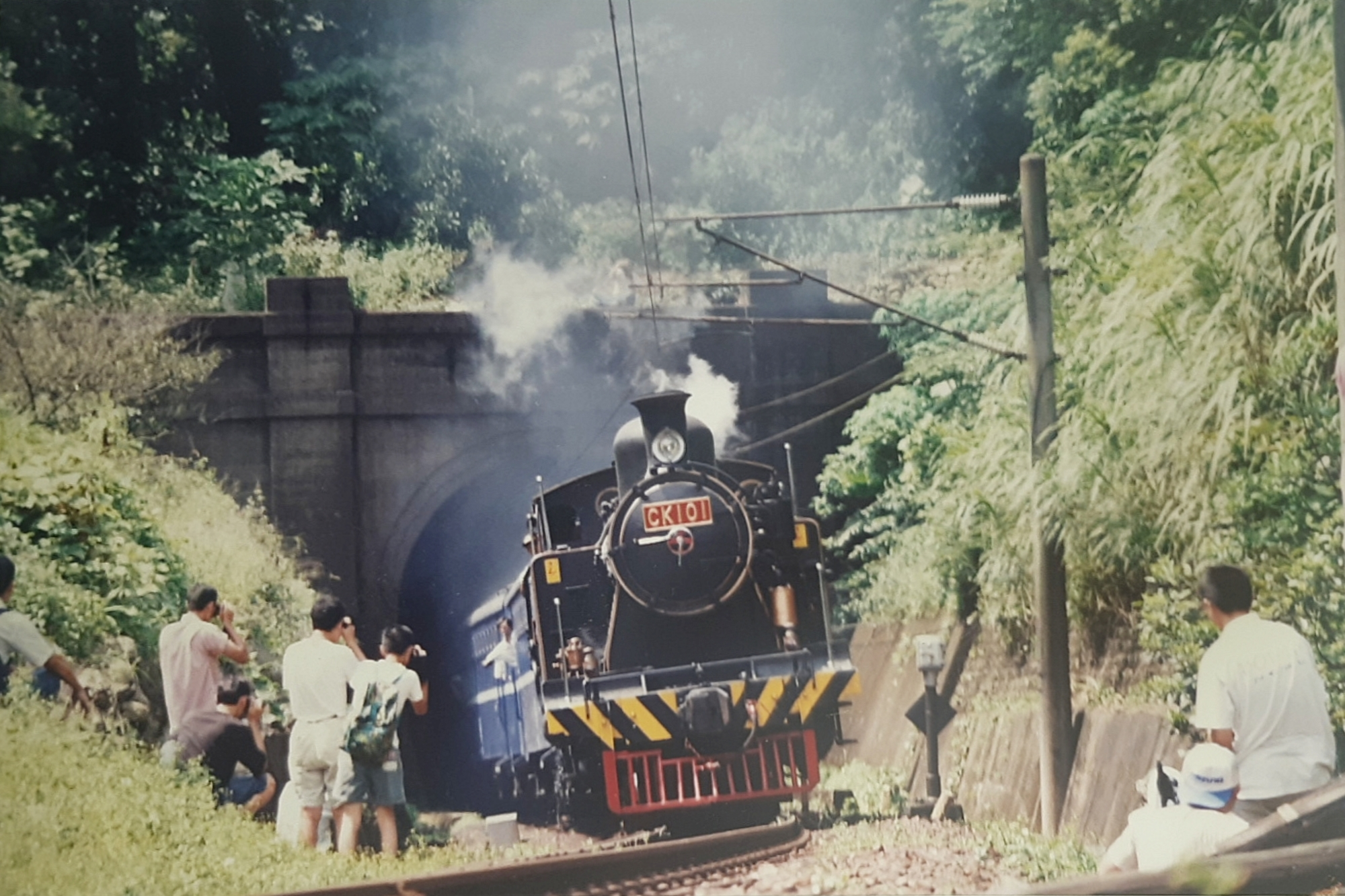
1998年擔任環島專車期間，行經舊山線的CK101號
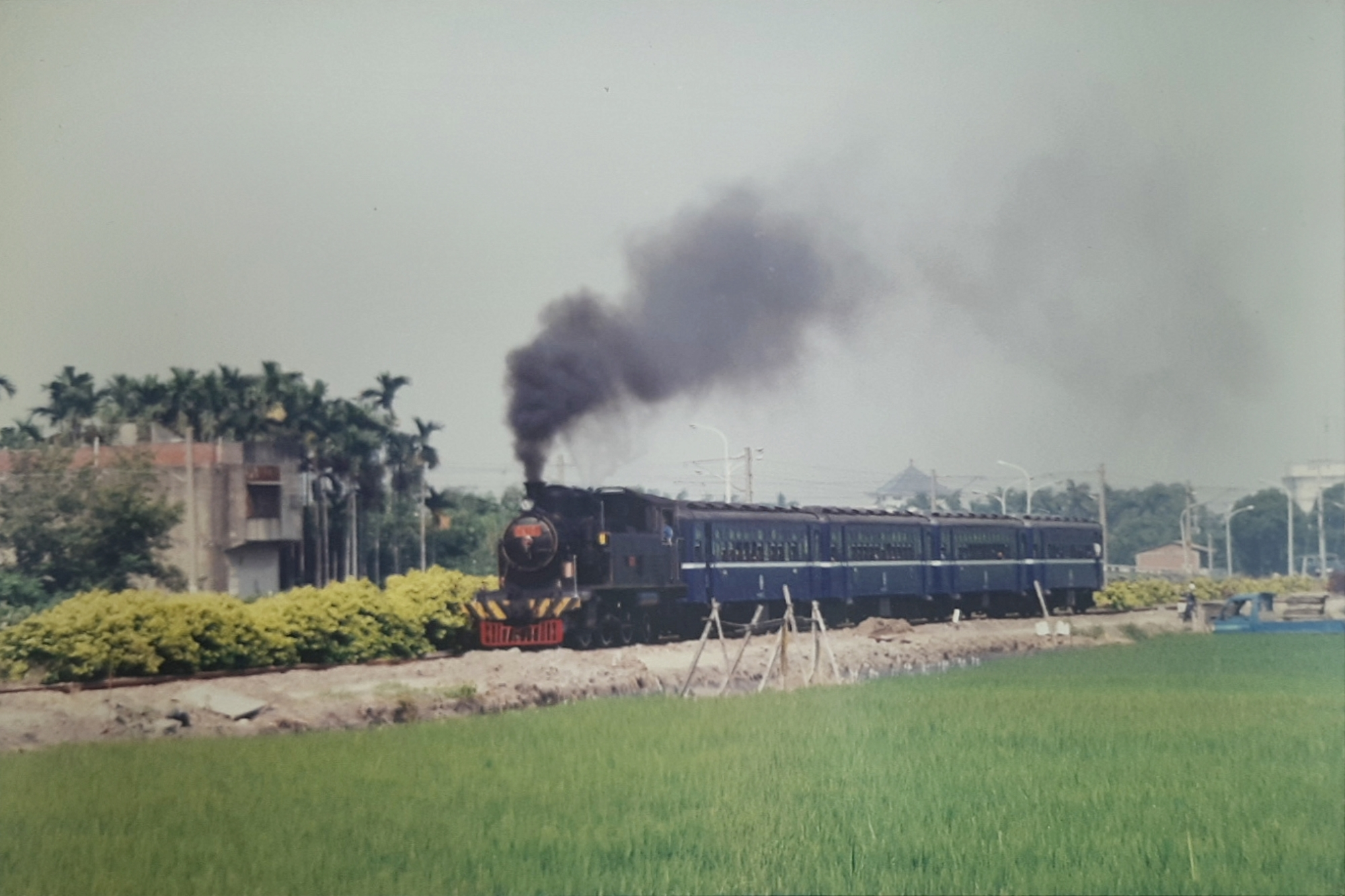
1998年擔任環島專車期間，行經二水站南的CK101號
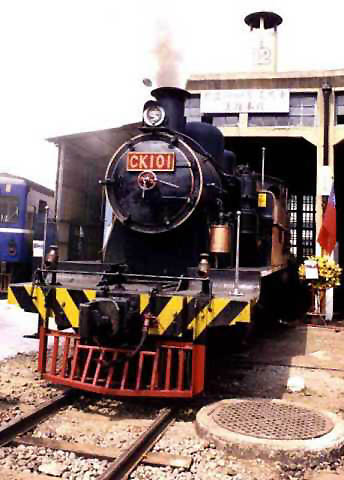
CK101（攝於營運期間）
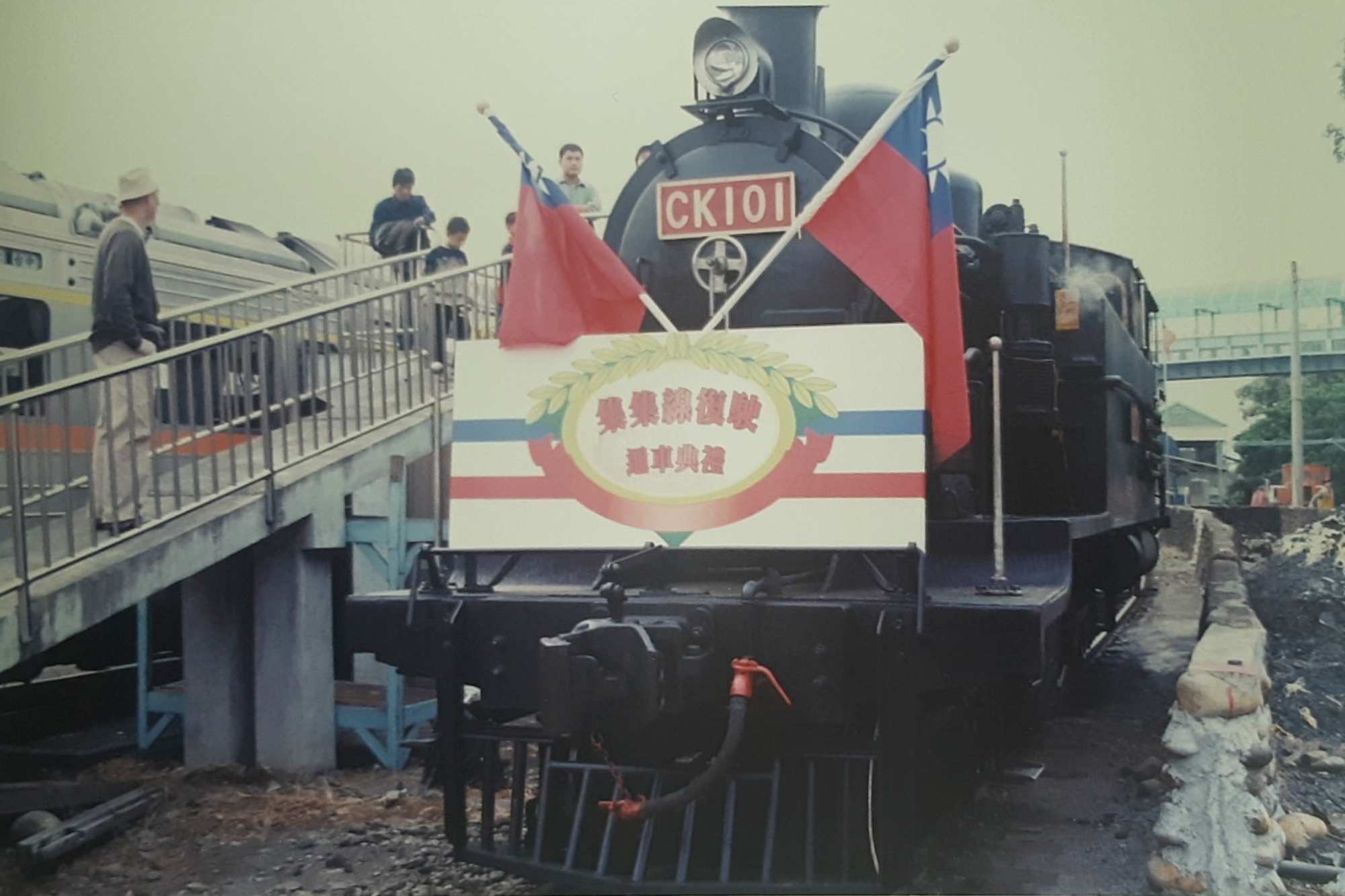
2001年1月21日，於集集線復駛通車典禮亮相的CK101號

## 關聯條目
- 台鐵CK124號蒸汽機車